# جان آگوست آرفودسون
جان آگوست آرفودسون (انگلیسی: Johan August Arfwedson؛ زاده ۱۲ ژانویه ۱۷۹۲ درگذشته ۲۸ اکتبر ۱۸۴۱) یک دانشمند در زمینه شیمی اهل سوئد بود. وی تعدادی از ترکیبات لیتیم را کشف کرد و در سال ۱۸۱۷ فلز لیتیم را به‌صورت آزاد به‌دست‌آورد.